# أردو (تركيا)
مدينة أردو (بالتركية: Ordu)‏ هي عاصمة محافظة أردو تقع على ساحل البحر الأسود في تركيا ويبلغ تعداد سكان مركز المدينة 213,582 نسمة. كانت المدينة تُعرف تاريخياً باسم «كوتيورا» (باليونانية: Κοτύωρα). تعد أردو أكبر منتج للبندق في العالم بأسره حيث يعد زراعة البندق الشريان الرئيسي لاقتصاد المدينة كما نشأت في المدينة عدة صناعات صغيرة نسبياً، فضلاً عن تطور القطاع السياحي عن ذي قبل.

## التاريخ
أسس الميليتوسيون كوتيورا (Κοτύωρα) في القرن الثامن قبل الميلاد كأحد المستعمرات الواقعة على طول ساحل البحر الأسود. يذكر كتاب رحلات آناباسیس لكسينوفون أن قوة العشرة آلاف (οἱ Μύριοι) استراحت في المدينة 45 يوماً قبل انطلاقها للموطن، كما وذكرها أسطرابون. وتوحدت كوتيورا خلال عهد فرناق الأول باتحاد مع غيرسون. يصف آريانوس في كتاب بيريبلوس بحر الأيوكسين (131م) (Περίπλους τοῦ Εὐξείνου Πόντου) كوتيورا على أنها قرية ليست كبيرة كثيراً.
وقعت المنطقة تحت سيطرة الدانشمنديون، وتبِعهم السلاجقة عام 1214 وعام 1228، وإمارة هاجيميروغلره (بالتركية: Hacıemiroğulları Beyliği) عام 1346. وبعدها غدت المدينة تحت سيطرة كل من العثمانيين عام 1461، ومعهم الطرابزونيون.
اكتشف علماء آثار في أحد المواقع القريبة عام 2016 تمثالاً رخامياً لكوبيلي، كما اكتشفوا في ذات الموقع تماثيل لبان وديونيسوس عام 2018.

## الاقتصاد
غدت مدينة أردو مع حلول عام 1920 إحدى المنتجين القِلال للفاصوليا الخضراء والتي جرى تصديرها إلى أوروبا. كما يوجد في المدينة أيضاً حقول لزراعة أشجار التوت والتي تُستعمل في عملية إنتاج الحرير من دودة القز.
```
الرئيسي لاقتصاد المدينة كما نشأت في المدينة عدة صناعات صغيرة نسبياً، فضلاً عن تطور القطاع السياحي عن ذي قبل.
```

تعد المدينة أكبر منتج للبندق في العالم بأسره ويُشكّل إنتاجها نسبة 50% تقريباً من المجموع الكلي لإنتاج البندق بتركيا. واليوم فإن المدينة تُمثّل مركزاً صناعياً كبيراً لمعالجة البندق ومنتجاته ومن الشركات البارزة «Sağra» المُصنِّعة للشكولاتة والبندق وأكبر مُصدّر للبندق على مستوى البلاد، وشركة «Fiskobirlik»، وهي أكبر شركة جمعية تعاونية للبندق في العالم.

## معالم بارزة
- المتحف الإثنوغرافي - وهو متحف معني بعلم وصف الأعراق البشرية.
- مركز تاشبسه الثقافي
- تلة بوزتيبه - تلة يبلغ ارتفاعها 550 م (1,800 قدم) تطل على البلدة من جهة الغرب. يوجد تلفريك منذ شهر يونيو عام 2012، ليسهل النقل ما بين ساحل المدينة وقمة التلة. يستطيع خط التلفريك نقل حوالي 900 راكب إلى أعلى التلة كل ساعة بمدة 6.5 دقيقة.[15][16]
- منازل أوردو القديمة في مركز المدينة القديم.
- مسجد يالي ويُدعى أيضاً مسجد العزيزية.
- مسجد عتيق إبراهيم باشا ويُدعى أيضاً المسجد الأوسط - ويرجع تاريخ بناءه إلى عام 1770.
- مسجد إسکي بازار - مسجد وحمامات تركية.
- مسجد إفرليه.

## المناخ
لدى أردو مناخ رطب شبه مداري وفقاً لتصنيف كوبن للمناخ مثل مناخ معظم السواحل الشرقية للبحر الأسود بتركيا ويتسم بفصول صيف دافئة عالية الرطوبة وفصول شتاء باردة رطبة بعض الشيء. ولأردو معدلات هطول أمطار عالية وموزعة بالتساوي على مدار العام. تسجل أعلى الهطولات المطرية خلال فصلي الخريف والربيع.
الهطولات الثلجية شائعة خلال الفترة ين شهري ديسمبر غلى مارس حيث تتساقط الثلوج لمدة أسبوع أو أسبوعين تقريباً، ويمكن أن تبلغ هذه الهطولات الثلجية معدلات عالية نسبياً.
تتصف درجة حرارة المياه ببرودتها الدائمة كباقي ساحل البيحر الأسود في تركيا وتتراوح حول درجة 8 و 20 °م (46 و 68 °ف) على مدار العام.
| البيانات المناخية لـأردو             | البيانات المناخية لـأردو | البيانات المناخية لـأردو | البيانات المناخية لـأردو | البيانات المناخية لـأردو | البيانات المناخية لـأردو | البيانات المناخية لـأردو | البيانات المناخية لـأردو | البيانات المناخية لـأردو | البيانات المناخية لـأردو | البيانات المناخية لـأردو | البيانات المناخية لـأردو | البيانات المناخية لـأردو | البيانات المناخية لـأردو |
| الشهر                                | يناير                    | فبراير                   | مارس                     | أبريل                    | مايو                     | يونيو                    | يوليو                    | أغسطس                    | سبتمبر                   | أكتوبر                   | نوفمبر                   | ديسمبر                   | المعدل السنوي            |
| ------------------------------------ | ------------------------ | ------------------------ | ------------------------ | ------------------------ | ------------------------ | ------------------------ | ------------------------ | ------------------------ | ------------------------ | ------------------------ | ------------------------ | ------------------------ | ------------------------ |
| متوسط درجة الحرارة الكبرى °م (°ف)    | 10.9 (51.6)              | 10.9 (51.6)              | 12.0 (53.6)              | 15.2 (59.4)              | 19.8 (67.6)              | 24.0 (75.2)              | 26.7 (80.1)              | 27.3 (81.1)              | 24.3 (75.7)              | 20.2 (68.4)              | 16.4 (61.5)              | 13.0 (55.4)              | 18.4 (65.1)              |
| المتوسط اليومي °م (°ف)               | 6.8 (44.2)               | 6.8 (44.2)               | 8.0 (46.4)               | 11.4 (52.5)              | 15.7 (60.3)              | 20.4 (68.7)              | 23.0 (73.4)              | 23.2 (73.8)              | 20.0 (68.0)              | 15.9 (60.6)              | 11.8 (53.2)              | 8.8 (47.8)               | 14.3 (57.8)              |
| متوسط درجة الحرارة الصغرى °م (°ف)    | 3.8 (38.8)               | 3.8 (38.8)               | 5.1 (41.2)               | 8.3 (46.9)               | 12.4 (54.3)              | 16.5 (61.7)              | 19.4 (66.9)              | 19.8 (67.6)              | 16.7 (62.1)              | 12.9 (55.2)              | 8.7 (47.7)               | 5.8 (42.4)               | 11.1 (52.0)              |
| الهطول مم (إنش)                      | 94.8 (3.73)              | 78.7 (3.10)              | 77.9 (3.07)              | 69.6 (2.74)              | 54.6 (2.15)              | 75.9 (2.99)              | 63.2 (2.49)              | 68.5 (2.70)              | 79.4 (3.13)              | 133.4 (5.25)             | 127.0 (5.00)             | 112.1 (4.41)             | 1٬035٫1 (40.76)          |
| متوسط الأيام الممطرة                 | 14.1                     | 13.9                     | 15.3                     | 14.7                     | 13.2                     | 11.1                     | 9.6                      | 9.8                      | 11.9                     | 14.2                     | 13.1                     | 14.5                     | 155.4                    |
| ساعات سطوع الشمس الشهرية             | 77.5                     | 81.2                     | 105.4                    | 129                      | 173.6                    | 213                      | 192.2                    | 195.3                    | 156                      | 127.1                    | 99                       | 74.4                     | 1٬623٫7                  |
| المصدر: خدمة الأراصاد الجوية التركية |                          |                          |                          |                          |                          |                          |                          |                          |                          |                          |                          |                          |                          |

## وصلات خارجية
- بلدية أردو (بالتركية)
- كوتيورا (أردو)